# Keito Nakamura
Keito Nakamura (japanisch 中村 敬斗 Nakamura Keito; * 28. Juli 2000 in Akibo) ist ein japanischer Fußballspieler, der aktuell bei Stade Reims unter Vertrag steht. Der flexible Offensivspieler spielt seit März 2023 für die japanische Nationalmannschaft.

## Karriere

### Verein
Keito Nakamura wechselte zum Spieljahr 2018 aus der Nachwuchsabteilung von Amateurverein Mitsubishi Yowa zu Gamba Osaka. Zuvor testete der VfB Stuttgart den flexiblen Offensivspieler, wobei ein Wechsel jedoch nicht zustande kam. Sein Debüt gab er am 24. Februar (1. Spieltag) bei der 2:3-Heimniederlage gegen Nagoya Grampus, als er in der 70. Spielminute für den Südkoreaner Hwang Ui-jo eingewechselt wurde. In der Folge etablierte er sich unter dem Cheftrainer Kenta Hasegawa in der Rotation. In der Mitte der Saison rutschte er aus der Mannschaft und spielte danach für die U23-Mannschaft in der drittklassigen J3 League. Dort zeigte er starke Leistungen und kam dann zum Saisonende wieder in die erste Mannschaft. Am 24. November (33. Spieltag) erzielte er beim 2:1-Heimsieg gegen V-Varen Nagasaki sein erstes Tor für Osaka. In dieser Spielzeit bestritt er 17 Ligaspiele für die Herrenauswahl, in denen er einmal traf und 15 Einsätze für die Reserve, in denen er vier Tore und drei Vorlagen sammeln konnte.
In der folgenden Spielzeit 2019 kam er erst im Juni 2019 zu regelmäßigen Einsätzen in der ersten Mannschaft, nachdem er die Saison bei der Reserve begann. Bis Juli bestritt er sieben Spiele für die erste Elf und traf einmal in sechs Spielen für die U23.
Am 22. Juli 2019 wechselte Keito Nakamura auf Leihbasis für zwei Jahre zum niederländischen Ehrendivisionär FC Twente Enschede. Der Aufsteiger der Vorsaison besitzt eine Option, den Offensivmann im Juli 2021 dauerhaft zu einem Bestandteil des Kaders zu machen. Bereits am ersten Spieltag der Saison 2019/20 gegen die PSV Eindhoven erzielte er bereits nach acht gespielten Minuten seinen ersten Treffer für seinen neuen Verein. Das Heimspiel endete schließlich mit einem 1:1-Unentschieden. Auch im nächsten Ligaspiel beim 3:1-Auswärtssieg gegen den FC Groningen traf er erneut. Am 15. September (6. Spieltag) beim 3:2-Auswärtssieg gegen Fortuna Sittard netzte er bereits sein drittes Mal in dieser Spielzeit und lieferte auch eine Vorlage. Insgesamt gelangen ihm in dieser Spielzeit vier Tore und eine Vorlage in 17 Ligaspielen.
Ende Juni 2020 wurde diese Ausleihe vorzeitig beendet und eine neue Ausleihe mit dem belgischen Erstdivisionär VV St. Truiden vereinbart. Bei St. Truiden konnte er sich jedoch nicht durchsetzen und kam nur zu fünf Einsätzen. Daher wurde die Leihe im Februar 2021 vorzeitig beendet und Nakamura wurde er bis Jahresende an den österreichischen Zweitligisten FC Juniors OÖ weiterverliehen, dem Farmteam des Bundesligisten LASK. Im August 2021 wurde vom LASK fest verpflichtet und erhielt einen bis Juni 2024 laufenden Vertrag.
In seiner ersten Saison beim LASK kam er zu 32 Pflichtspieleinsätzen, in denen er neun Tore erzielte. Der Japaner entwickelte sich in der Saison 2021/22 zum Stammspieler als Linksaußen. Im August 2022 wurde sein Vertrag in Folge vorzeitig bis Juni 2025 verlängert. In der Saison 2022/23 erzielte der Japaner in 31 Ligaeinsätzen 14 Tore.
Nach einem weiteren Einsatz zu Beginn der Saison 2023/24 wechselte Nakamura im August 2023 nach Frankreich, wo er sich Stade Reims anschloss. In Reims erhielt er einen bis 2028 laufenden Vertrag.

### Nationalmannschaft
Im Jahr 2015 bestritt Nakamura vier Länderspiele für die japanische U15-Nationalmannschaft, in denen er einen Treffer erzielen konnte.
2017 war er für die U17 im Einsatz. Mit dieser Auswahl nahm er im Oktober an U17-Weltmeisterschaft 2017 in Indien teil, bei der er in allen vier Spielen von Beginn an auf dem Platz stand und vier Tore erzielte. Darunter einen Hattrick beim 6:1-Sieg im Gruppenspiel gegen Honduras. Im Achtelfinale schied man im Elferschießen gegen den späteren Weltmeister England aus. In 12 Einsätzen traf er in der U17 achtmal.
Mit der U20 nahm er im Mai 2019 an der U20-Weltmeisterschaft 2019 in Polen teil. Dort bestritt er ebenso alle vier Spiele, blieb in diesen aber ohne Torerfolg und scheiterte im Achtelfinale an Südkorea.
Im März 2023 debütierte Nakamura in einem Testspiel gegen Uruguay für die A-Nationalmannschaft.